# Лак-Мегантик
Лак-Мегантик — город в Восточных кантонах Квебека (Канада). Он расположен на озере Мегантик, пресноводном озере, в честь которого был назван город. Расположенный в бывшем округе Фронтенак в исторических восточных поселениях, Лак-Мегантик является резиденцией муниципалитета регионального округа Легран (Ле-Гранит) и судебного округа Мегантик.
Лак-Мегантик — туристический центр и производитель лесопромышленной продукции, мебели, оргалитовых дверей, ДСП, а также архитектурного гранита. 6 июля 2013 года железнодорожная катастрофа в Лак-Мегантик привела ко взрывам и обширному пожару , которые разрушили центр города и привели к гибели 47 человек.

## География
Лак-Мегантик расположен в восточной части административного района Эстри, в региональном муниципалитете графства Ле-Гранит, примерно в 35 км от границы США. Река Шодьер берет свое начало в озере Мегантик и впадает в реку Святого Лаврентия, протяженностью около 175 км дальше на север, недалеко от Левиса (в бывшем городе Сен-Ромуаль). Город Лак-Мегантик расположен в 50 км от Мон-Мегантик.

## История

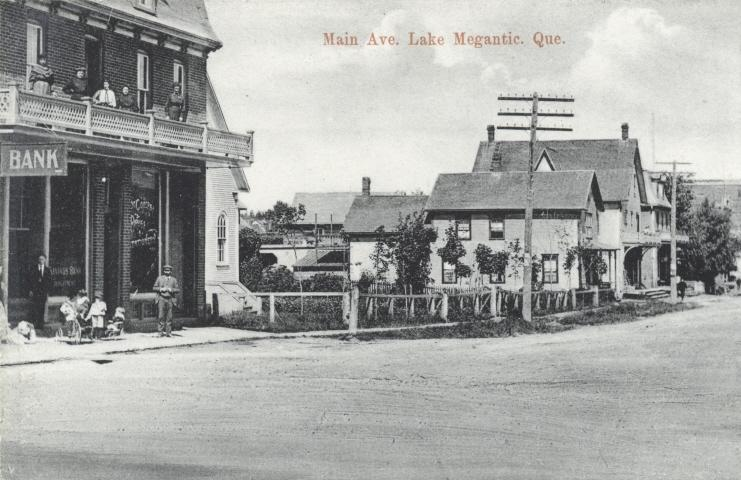
Главный проспект (Avenue Principale) в 1910 году.

До контакта с европейцами, этот регион населяли абенаки. Археологические раскопки показали, что индейцы проживали в этом регионе более 12 тысяч лет, что делает его самым древним из известных мест проживания людей в Квебеке. Название Мегантик происходит от слова «namesokanjik», которое переводится с языка абенаки как «место, где водятся рыбы».
Европейцем, открывшим этот регион, был католический миссионер отец Дрюйетт из Общества Иисуса, прибывший сюда в 1646 году для крещения абенаков.
Первые колонисты прибыли два столетия спустя, примерно в 1850 году, они были франко-канадского и шотландского происхождения.
Первоначально названный Мегантиком, город был основан в 1884 году, после того, как Канадская Тихоокеанская железная дорога начала строительство последнего сегмента своей трансконтинентальной дороги, связывающего Монреаль с атлантическим портом Сент-Джон (Нью-Брансуик). Эта линия открылась в 1889 году и эксплуатировалась Международной железной дорогой штата Мэн, дочерней компанией CPR. В то время Мегантик был местом встречи двух железных дорог: Канадской Тихоокеанской железной дороги и Центральной железной дороги Квебека. Линия CPR была более важной и приспособленной к большим грузовым и пассажирским поездам.
Близлежащий отель Агнес, основанный в 1895 году, был назван в честь Сьюзан Агнес Бернар, вдовы премьер-министра Канады сэра Джона А. Макдональда. Он присоединился к мегантику в 1907 году. Макдональд и его жена посетили этот район в 1879 году. Мегантик был переименован в Лак-Мегантик в 1958 году, в честь прилегающего озера Мегантик, расположенного на южной границе муниципалитета. Лак-Мегантик состоял из двух римско-католических приходов: Сент-Аньес и Нотр-Дам-де-Фатима.
Важной фигурой в городе был Жозеф Эдуард Эжен Шокетт, священник, который в свободное время был учёным-любителем. Он был инициатором создания энергетической компании и системы электрического освещения, которая накануне Рождества 1898 года осветила весь город. Отец Шокетт также был фотографом-любителем.

### Дело Дональда Моррисона
Первым мэром (1885—1888) города Мегантик был Малкольм Маколи, который был связан с делом Дональда Моррисона. Семья Моррисона иммигрировала из Шотландии и поселилась в общине. Дональд Моррисон переехал на запад, чтобы работать на ранчо, отправляя деньги домой для выплаты семейных долгов. Когда он вернулся домой, то обнаружил, что его семья потеряла свою ферму после того, как они подписали сделку о безнадёжном долге с мэром Маколи, самым богатым жителем города в то время. Сарай, принадлежащий новому владельцу, сгорел дотла, в поджоге сразу заподозрили Дональда Моррисона. За его голову назначили награду в 25 долларов, а американскому судебному приставу платили 2,50 доллара в день, чтобы тот выследил его. Судебный пристав был убит в результате дуэли с Моррисоном на главной улице города. Моррисона гоняли по лесу ещё десять месяцев, прежде чем его подстрелили, схватили и посадили в тюрьму. Через пять лет он умер от туберкулёза.

### Крушение в Лак-Мегантик

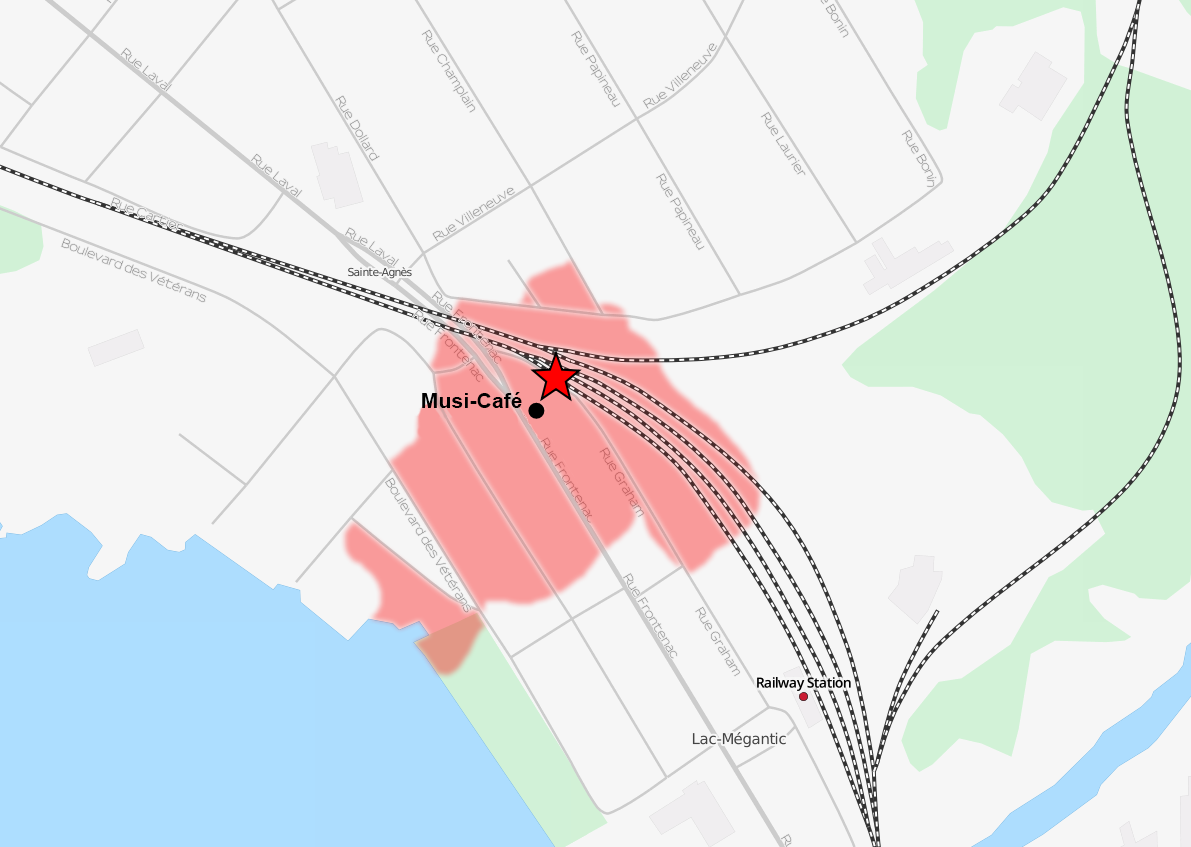
Зона крушения, пожаров и взрывов

Примерно в 01:15 по восточному времени 6 июля 2013 года неуправляемый грузовой поезд, перевозивший сырую нефть, самопроизвольно снялся с тормозов и сошёл с рельсов недалеко от центра города Лак-Мегантика, в результате чего несколько цистерн загорелись и взорвались. Сорок семь человек погибли или предположительно убиты в результате взрыва и последующего пожара, что сделало сход с рельсов самой смертоносной железнодорожной катастрофой в Канаде после катастрофы поезда Сент-Илер в 1864 году.
Было разрушено более 30 зданий в центре города, в том числе городская библиотека и архив.
Полиция возбудила уголовное дело, обвинив Монреальскую, Мэнскую и Атлантическую железную дорогу и трёх рабочих в преступной халатности. Из 39 зданий в центре города, всё ещё стоящих по состоянию на декабрь 2014 года, тридцать шесть подлежат сносу из-за глубокого нефтяного загрязнения территории.

### Медленный город
В 2014 году городской совет Лак-Мегантика принял решение включиться в международное движение «Медленный город». 12 июня 2018 года город стал первым в провинции Квебек полноправным членом организации «Медленный город», получив сертификат на церемонии в Миранде.

## Демография
| Год  | Население | прирост, % |
| ---- | --------- | ---------- |
| 1981 | 6119      | —          |
| 1986 | 5732      | −6,3       |
| 1991 | 5852      | +2,1       |
| 1996 | 5864      | +0,2       |
| 2001 | 5897      | +0,6       |
| 2006 | 5967      | +1,2       |
| 2011 | 5932      | −0,6       |
| 2016 | 5654      | −4,7       |

Согласно переписи населения Канады 2011 года, в Лак-Мегантик проживало 5932 человека, что на 0,6 % меньше, чем в 2006 году. Город занимал площадь 21,77 км2, и плотность населения составила 272,5 жителей на квадратный километр. В городе было 2938 частных жилищ, из которых 2754 занимали жильцы. Средний возраст в Лак-Мегантик составлял 48,6 года, а 85,3 % населения были в возрасте 15 лет и старше.
Число жителей, чьим единственным родным языком был французский, составляло 5705 человек (98 %), тогда как тех, кто использовал только английский в качестве первого языка, было 60 (1 %), 40 человек (0,7 %) использовали другой язык в качестве родного языка и 20 человек (0,3 %) считали и французский, и английский своим родным языком. 

## Правление

### Муниципальное
Мэр Лак-Мегантик — Жан-Ги Клотье, избранный на внеочередных выборах в 2015 году, сменил Колетт Рой-Ларош. Из-за железнодорожной катастрофы правительство провинции Квебек отложило муниципальные выборы в Лак-Мегантик по сравнению с обычным сроком, совпадающим с муниципальными выборами 2013 года; однако следующие выборы в обычном режиме состоялись в 2017 году. Рой-Ларош, бывшая школьная учительница, получила прозвище «гранитная леди» (фр. la dame de granit) за то, как она справилась с крушением и его последствиями.
Городской совет состоит из членов совета, представляющих шесть избирательных округов.
| Округ                 | Имя           |
| --------------------- | ------------- |
| 1. Аньес              | Жан Клотье    |
| 2. Фатима             | Жасмин Бриер  |
| 3. Centre-Ville       | Пьер Мерсье   |
| 4. Квебек-Центральный | Жан Билодо    |
| 5. Vieux-Nord         | Пьер Латулипп |
| 6. Монтиньяк          | Джули Морин   |

### Федеральное и провинциальное
Провинция Лак-Мегантик находится в провинциальном избирательном округе Мегантик. Её представляет Гислен Болдук из Либеральной партии Квебека.
На федеральном уровне Лак-Мегантик является частью федеральной коалиции Mégantic — L'Érable. Её представляет Люк Бертольд из Консервативной партии Канады.

## Экономика
Хотя в последние десятилетия железная дорога пришла в упадок, Лак-Мегантик остается важным центром сельского хозяйства, лесозаготовок, пиломатериалов, целлюлозы и бумаги. Местная дочерняя компания Sonae Indústria, Tafisa Canada, управляет площадью 65 000 квадратных футов (6039 м2). Завод ДСП в пгт. Среди других крупных местных работодателей — производитель мебели Bestar и лесозаготовительная компания Industries Manufacturières Mégantic, входящая в состав Masonite International. Гранит из этого региона был использован при строительстве Национального мемориала 11 сентября в Нью-Йорке.
В прошлом существовали и другие фабрики, в том числе бумажная типография; фабрика створок и дверей; пилорамы; и фабрика по производству масла, сыра и сырных коробок.
Экономика региона в первые дни своего существования поддерживалась лесозаготовительной промышленностью из-за обширных участков старовозрастных лесов. В регионе действовали многие смежные отрасли, в том числе лесозаготовительная (Nantais Mill), мебельная промышленность и целлюлозно-бумажная промышленность. Озеро Мегантик использовалось для сплава брёвен, а пароход буксировал бревна на лесопилку. Первый пароход в регионе, названный «Лена», был построен Джорджем Флинтом в 1881 году.
Во время промышленной революции сельский и рабочий классы составляли большинство населения Mégantic. В 1907 году в городе проживало 2600 человек, а дневная заработная плата рабочего составляла от 1 до 1,50 канадского доллара. Рабочий класс проживал в северном районе города, в то время как люди свободных профессий, а также продавцы и служащие финансовых учреждений жили в центральной части города (в центре).
Первым отделением банка в городе был Народный банк Галифакса, открывшийся в декабре 1893 года. Его первым менеджером был мистер Айткенс из Кукшира. Банк был приобретен Банком Монреаля в 1905 году, и в том же году было построено новое здание. Филиал закрылся в 2001 году и был продан Banque Nationale; в здании на улице Фронтенак, 5193, позже размещались офисы юридической помощи. После крушения Lac-Mégantic в 2013 году, когда сгорела большая часть исторического центра города, осталась только искорёженная обугленная оболочка, но некоторые юридические документы, хранящиеся в хранилище исторического банка, пережили пожар. Банк Eastern Townships, основанный в Шербруке в 1859 году, открыл офис Мегантик в 1904 году и приобрёл собственное здание в Фронтенаке и Тибодо в 1910 году. Этот банк был приобретен Канадским коммерческим банком в 1912 году; местный филиал с его характерными архитектурными колоннами был закрыт во время Великой депрессии в 1935 году.

### СМИ
В городе издается еженедельная газета L'Écho de Frontenac; а одна радиостанция, CJIT-FM 106.7, работает из местной студии.

### Туризм
Регион стал больше полагаться на туризм, который стал опорой со времён эпохи пассажирских железных дорог, привлекая людей со всего Квебека и северо-востока Соединённых Штатов.
Lac-Mégantic извлекает выгоду из его близости к двум крупным провинциальным паркам, национальному парку Фронтенак на озере Сен-Франсуа и национальному парку Мон-Мегантик возле Нотр-Дам-де-Буа. В парке Мон-Мегантик находятся астрономический музей ASTROlab и обсерватория Мон-Мегантик, обсерватория на вершине горы и заповедник темного неба.
На берегу озера Мегантик находится прибрежный парк Complexe Baie des Sables, ежегодное плавание Traversée internationale du lac Mégantic, которое проводится в августе, и велосипедный тур Grand tour du lac Mégantic, который проводится каждый июнь.
Самые популярные развлечения у туристов — охота и рыбалка.

## Образование
Lac Mégantic является домом для младшего колледжа Centre d'études collégiales de Lac-Mégantic, который связан с Cégep Beauce-Appalaches. Колледж предлагает программы технической и довузовской подготовки, включая программу астрофизики, которая является единственной в своём роде в Квебеке. Здесь также есть центр профессионального обучения Centre de education professionalnelle Le Granit.
В городе есть одна средняя школа, Polyvalente Montignac, и две начальные школы, École Notre-Dame-de-Fatima и École Sacré-Cœur.
Лак-Мегантик — родина писательницы Нелли Аркан; новая городская библиотека, открытая 5 мая 2014 года, носит её имя. Здание библиотеки (бывшая фабрика нижнего белья Canadelle по адресу 4409, rue Dollard) было выбрано в 2010 году для расширения коллекции, которая превысила 45 000 томов. Поскольку оригинальная коллекция была уничтожена пожаром в 2013 году, сто тысяч книг были пожертвованы местными группами, университетами, авторами и издателями по всему Квебеку.

## Инфраструктура

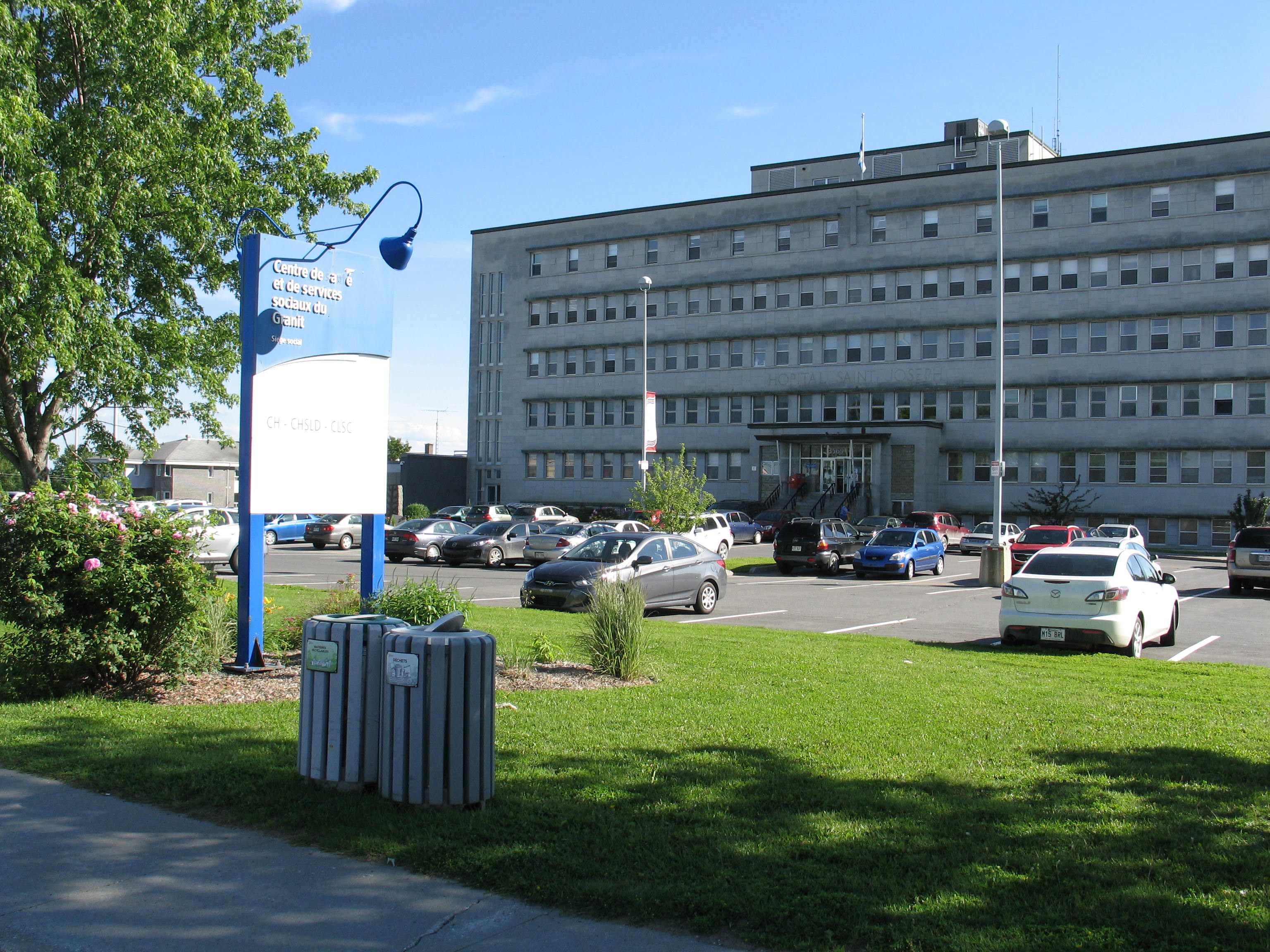
Centre de santé et services sociaux du Granit на улице Лаваль — главное медицинское учреждение общины.

Озеро Мегантик пересекают Квебекский маршрут 161 и Квебекский маршрут 204.
Канадская тихоокеанская железная дорога (CP) построила трансконтинентальную железнодорожную линию, соединяющую Монреаль с портом Сент-Джон в Атлантическом океане, штат Нью-Брансуик. Подразделение от Lac-Mégantic до Mattawamkeag, штат Мэн, находилось в ведении дочерней компании CP International Railway of Maine и было открыто в 1889 году. Пассажирский поезд Atlantic эксплуатировался компанией CP, а затем и Via Rail на этой линии, но был ликвидирован в декабре 1994 года.
В 1988 году компания CP объединила свою линию Лак-Мегантик-Сент-Джон в Канадскую Атлантическую железную дорогу. В декабре 1994 года линия была продана Canadian American Railroad (часть Iron Road Railways). После банкротства этой компании в 2003 году железные дороги Монреаля, Мэна и Атлантики обеспечивали грузовые перевозки до тех пор, пока в 2013 году линия в обоих направлениях не была разорвана из-за крушения Лак-Мегантик. MM & A потребовала защиты от банкротства в августе 2013 года; её активы были проданы Fortress Investment Group как Центральная железная дорога Мэна и Квебека в 2014 году.
В сентябре 1895 года Центральная железная дорога Квебека завершила 59,2 мили (95 км) ветка от главной линии CP на севере Лак-Мегантик до Тринг-Джанкшен, точки, от которой можно было добраться до Левиса. Эта линия была заброшена в 1980-х годах и разобрана.
В городе также находился выведенный из эксплуатации аэропорт Мегантик; бывший аэродром занимают индустриальный парк и большая лесопилка.
Муниципальный спортивный центр, открывшийся в 2011 году, предлагает широкий спектр спортивных и образовательных мероприятий, в том числе бассейн и арену.
В Лак-Мегантик находится штаб-квартира Центра санте и социальных услуг (CSSS) du Granit, который расположен на улице Лаваль. Учреждение обслуживает местное сообщество и включает в себя больничный центр неотложной помощи на 35 коек и центр долгосрочного ухода на 44 коек.

## Города-побратимы
- Dourdan, France (1989)[42].
- Farmington, Maine, United States (1991)[43].